# Zborov
Zborov (ungarisch Zboró) ist eine Gemeinde in der Nordostslowakei. Sie liegt im Tal des Baches Kamenec, am Fuße des Busov-Gebirges und der Ondavská vrchovina, 9 km von Bardejov und 10 km von der polnischen Grenze entfernt.
Der Ort wurde 1335 erstmals schriftlich erwähnt, die Burg Zborov (auch Makovica genannt) wurde 1347 als Makouicha erwähnt. Um 1840 war knapp die Hälfte der Bevölkerung jüdischer Konfession. Ab dem Beginn des 19. Jahrhunderts war Zborov starken chassidischen Einflüssen ausgesetzt und damit ein typisches osteuropäisches jüdisches Schtetl.

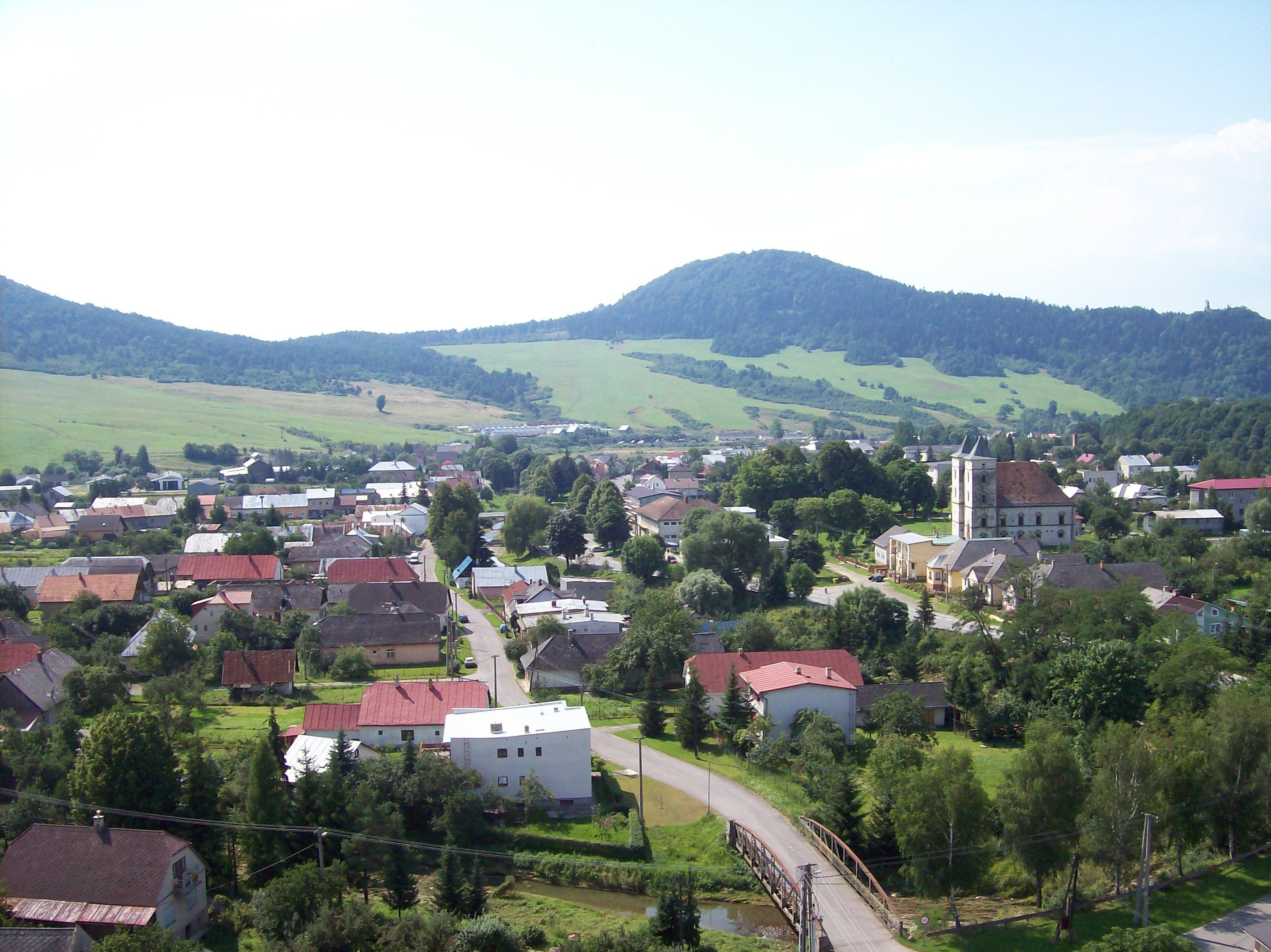
Ortsansicht

## Bevölkerung
| Jahr                | 1994 | 2004     | 2014     | 2024    |
| ------------------- | ---- | -------- | -------- | ------- |
| Anzahl der Personen | 2424 | 2864     | 3346     | 3670    |
| Unterschied         |      | +18,15 % | +16,82 % | +9,68 % |

| Jahr                | 2023 | 2024    |
| ------------------- | ---- | ------- |
| Anzahl der Personen | 3623 | 3670    |
| Unterschied         |      | +1,29 % |